# Fabrice Alcebiades Maieco
Fabrice Alcebiades Maieco   (Benguela, 30 de maig de 1977), anomenat Akwá, és un exfutbolista angolès de la dècada de 2000.
Fou internacional amb la selecció de futbol d'Angola.
Pel que fa a clubs, destacà a SL Benfica i Qatar SC.

## Partits internacionals
| Selecció de futbol d'Angola | Selecció de futbol d'Angola | Selecció de futbol d'Angola |
| Any                         | Partits                     | Gols                        |
| --------------------------- | --------------------------- | --------------------------- |
| 1995                        | 6                           | 3                           |
| 1996                        | 3                           | 1                           |
| 1997                        | 8                           | 4                           |
| 1998                        | 7                           | 2                           |
| 1999                        | 2                           | 3                           |
| 2000                        | 9                           | 5                           |
| 2001                        | 11                          | 6                           |
| 2002                        | 3                           | 1                           |
| 2003                        | 6                           | 4                           |
| 2004                        | 3                           | 2                           |
| 2005                        | 8                           | 2                           |
| 2006                        | 12                          | 5                           |
| Total                       | 78                          | 38                          |